# 阿野実治
阿野 実治（あの さねはる）は、室町時代中期の公卿。権中納言・阿野公為の子。官位は従三位・権中納言。

## 経歴
祖父・阿野実為と父が南朝方公卿であった縁から、初め護聖院宮の近臣として奉公していた。永享初年には侍従であったが、6代将軍・足利義教の方針によって宮家が断絶させられると、朝廷にて召し使われるようになる。永享9年（1437年）3月左近衛少将に任官、8月正五位下から従四位下に叙され、左近衛中将に転任した。永享10年（1438年）3月美濃介となり、永享11年（1439年）1月従四位上、嘉吉2年（1442年）正四位下に進む。
文安3年（1446年）3月参議として公卿に列し、文安4年（1447年）3月伊予権守と右近衛中将を兼任する。12月従三位に昇叙され、同5年（1448年）1月権中納言に任じられたが、翌文安6年（1449年）2月11日、病のために薨去した。享年57か。

## 系譜
- 父：権中納言阿野公為
- 母：不詳
- 妻：不詳
  - 男子：公済
  - 男子：阿野公煕